# Carte du Ciel
La Carte du Ciel (literalment, "Mapa del Cel") i l'Astrographic Catalogue (també denominat com Astrographic Chart) van ser dos components diferents però connectats entre si d'un projecte astronòmic internacional massiu, iniciat a la fi del segle xix, dedicat a la catalogació i cartografiat de les posicions de milions d'estels amb l'objectiu d'aconseguir fins a les magnituds 11 ó 12. Vint observatoris al voltant de tot el món van participar en la presa de més de 22.000 plaques fotogràfiques de vidre en un enorme programa d'observació que es va estendre al llarg de diverses dècades. Malgrat (o a causa de) la seva vasta escala, el projecte mai va obtenir un èxit complet: la Carte du Ciel mai va ser completada, i durant gairebé mig segle el Catàleg Astrogràfic va ser en gran manera ignorat. Així i tot, l'aparició del Hipparcos Catalogue el 1997 ha propiciat un desenvolupament important de la reutilització d'aquest material fotogràfic històric.

## Orígens i objectius
L'ampli i sense precedents projecte internacional per elaborar un catàleg d'estels es va iniciar el 1887 per iniciativa de Amédée Mouchez (en aquells dies director de l'Observatori de París), qui es va adonar del potencial de la nova tecnologia de la fotografia per revolucionar el procés d'elaboració de mapes estel·lars. Com a resultat del Congrés Astrogràfic celebrat a París a l'abril de 1887 (que va reunir a més de 50 astrònoms), 20 observatoris de tot el món es van posar d'acord per participar en el projecte, i es van establir dos objectius:
- Per al primer, el Catàleg Astrogràfic, tot el cel anava a ser fotografiat almenys fins a la magnitud 11, proporcionant un catàleg de referència de la posició dels estels que ompliria el clavill existent a partir de la magnitud 8 dels catàlegs preexistents mitjançant observacions instrumentals del trànsit del cercle meridià. Això proporcionaria les posicions d'una xarxa de posicions d'estels raonablement densa, que al seu temps podria ser utilitzada com a sistema de referència per al component de major detall de la presa de dades (la Carte du Ciel). Diferents observatoris de tot el món van rebre l'encàrrec de topografiar zones del cel de declinació específica (veure taula). Les plaques de vidre del Catàleg Astrogràfic normalment es van prendre amb una exposició de 6 minuts, van anar al seu moment copiades en paper fotogràfic, mesurades, i publicades íntegrament. Es va produir un catàleg de posicions i magnituds fins a aproximadament la magnitud 11,5 i el programa es va completar en gran part durant la primera quart del segle xx.

- Per al segon, la Carte du Ciel, es va utilitzar un altre joc de plaques, amb exposicions més llargues, però encavalcament mínim, dissenyat per fotografiar tots els estels fins a la magnitud 14. Aquestes plaques van ser reproduïdes i distribuïdes com un conjunt de gràfics integrats en la Carte du Ciel, en contrast amb cartes celestes anteriors que havien estat construïdes a partir de les coordenades celestes d'estels observats pels instruments de trànsit. La majoria de les plaques de la Carte du Ciel van utilitzar tres exposicions de 20 minuts de durada, desplaçades per formar un triangle equilàter amb costats de 10 segons d'arc; pel que és fàcil distingir els estels dels defectes de les plaques, i els asteroides dels estels.

S. S. Turner, professor Savilià d'astronomia a la Universitat d'Oxford, va realitzar un fascinant sumari publicat el 1912 sobre aquesta vasta col·laboració astronòmica internacional. Altres aspectes del projecte estan documentats en les Actes del Simposi número 133 de la UAI celebrat el 1988.

## Astrographic Catalogue
Per al Catàleg Astrogràfic, 20 observatoris de tot el món van participar en l'exposició i el mesurament de més de 22.000 plaques de vidre (veure taula). Al voltant de la meitat dels observatoris van utilitzar telescopis fabricats pels germans Henry (Paul i Prosper) a França, amb altres procedents de la fàbrica d'Howard Grubb de Dublín. Aquests telescopis es van denominar astrògrafs normals amb una obertura d'unes 13 polzades (330 mm) i una longitud focal d'11 peus (3,4 m) dissenyats per crear imatges amb una escala uniforme sobre la placa fotogràfica d'aproximadament 60 segons d'arc/mm, al mateix temps que cobreixen un camp visual de 2° x 2°. A cada observatori li va ser assignada una zona específica de declinació a fotografiar. La primera d'aquestes plaques va ser presa a l'agost de 1891 a l'Observatori Vaticà (on les exposicions van completar-se després de més de 27 anys), i l'últim al desembre de 1950 en l'Observatori d'Uccle (Brussel·les), amb la majoria de les observacions fetes entre 1895 i 1920. Per compensar els defectes de les plaques, cada àrea del cel va ser fotografiada dues vegades, utilitzant un patró de doble superposició completa cantoner-a-centre, estesa en els límits de cada zona, de tal manera que les plaques de cada observatori podrien encavalcar-se amb les de les zones adjacents. Els observatoris participants van estar d'acord a utilitzar un telescopi estandarditzat, de manera que totes les plaques tenien una escala similar, d'aproximadament 60 segons d'arc/mm. Les àrees mesurables de les plaques van ser de 2,1° × 2,1° (13 cm × 13 cm), per la qual cosa el patró d'encavalcament consistia en plaques que se centraven en cada banda de declinació adjudicada, però compensat en ascensió recta en dos graus. Molts factors, tals com el catàleg de referència, tècnica de reducció i formats d'impressió es van deixar en mans de cada institució. L'objectiu d'exactitud posicional va ser de 0,5 segons d'arc per imatge.
El mesurament de les plaques va ser un assumpte perllongat (a causa dels procediments disponibles en aquells dies), efectuat amb sistemes de mesura a ull nu i anotant els resultats manualment. Les plaques van ser posades a la disposició d'un considerable nombre d'operadors semi-qualificats ("computadors") per determinar les posicions dels estels en cadascuna (Abans d'adquirir el seu sentit modern, la paraula "computador" feia referència a una persona que realitzava determinats càlculs). Els "computadors" mesurarien manualment cada estel pel que fa a la dotzena d'estels de referència dins de cada placa en particular, i després realitzarien els càlculs necessaris per determinar la ascensió recta i la declinació de cada estel. L'objectiu original de la magnitud límit d'11 es va superar en general, amb alguns observatoris capaços de mesurar rutinàriament estels tan febles com de magnitud 13. En total, s'hi van observar uns 4,6 milions d'estels (8,6 milions d'imatges). Els estels més brillants que quedaven sobre-exposats a les plaques, no es van mesurar, per la qual cosa falten als catàlegs resultants. Els mesuraments de les plaques (com a coordenades rectangulars), així com les fórmules per transformar-les a coordenades equatorials, es van publicar en els volums originals del Catàleg Astrogràfic, encara que les coordenades equatorials adjuntades són ara només d'interès històric. La publicació dels mesuraments es va produir entre 1902 i 1964 (al llarg de 62 anys), resultant un total de 254 volums impresos de dades en brut.
Durant dècades el Catàleg Astrogràfic va ser ignorat en gran manera. Les dades eren difícils de treballar perquè no estaven disponibles en forma fàcilment llegible (és a dir, sense mecanografiar) ni en coordenades equatorials. Es van invertir dècades de treball internacional abans que el projecte fos reemplaçat per modernes tècniques astronòmiques. Un dels problemes era que el treball va necessitar molt més temps de l'esperat. Tal com es preveia inicialment, el projecte estava destinat a haver durat només entre 10 i 15 anys. Un problema més greu és que mentre que molts astrònoms europeus estaven preocupats per aquest projecte (que requeria un constant treball metòdic en lloc de creativitat), en altres parts del món (en particular als Estats Units) l'astrofísica s'estava convertint en molt més important que l'astrometria. Com a resultat, l'astronomia francesa en particular va quedar ressagada durant dècades.

## Carte du Ciel
La Carte du Ciel, la part del programa encara més ambiciosa, va ser escomesa per alguns dels observatoris participants, però cap la va completar i uns altres ni tan sols la van començar. Els gràfics van resultar ser excessivament costosos de fotografiar i reproduir, generalment a través de planxes de coure gravades (fotogravat), i moltes zones no van ser completades o correctament publicades. Les plaques que es van realitzar, en general encara es conserven, però només cobreixen la meitat del cel. En general estan arxivades en els seus observatoris originals. Unes poques plaques han estat recentment tornades a mesurar, analitzant-se amb les dades disponibles del Catàleg Hipparcos

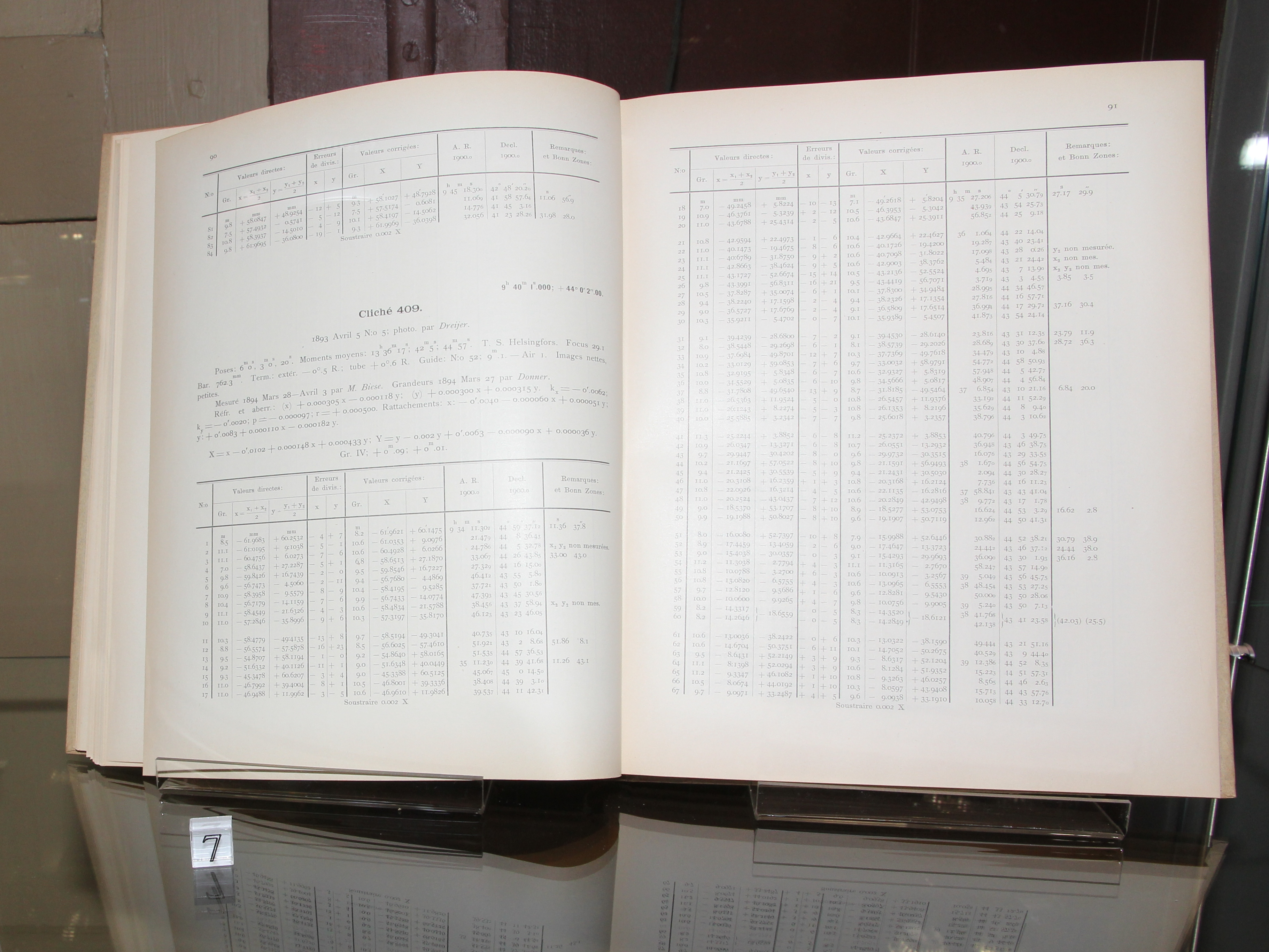
Catalogue photographique du Ciel I–VIII publicat per l'Observatori de la Universitat de Hèlsinki el 1937.

## Combinació de l'Astrographic Catalogue amb Hipparcos
La gran quantitat de treball invertit en el Catàleg Astrogràfic (integrat per les plaques, els mesuraments i les publicacions corresponents), es pensava des de feia molt de temps que només anava a retre un benefici científic marginal. No obstant això, avui dia els astrònoms estan molt en deute amb aquest gran esforç a causa de la possibilitat de combinar aquestes posicions centenàries de les estrelles amb els resultats obtinguts des de l'espai pel satèl·lit de astrometria de l'ESA Hipparcos, que ha permès conèixer amb gran precisió els moviments propis que es deriven de 2,5 milions d'estrelles. En concret, les posicions del Catàleg Astrogràfic van ser transcrites a catàlegs mecanografiats (tasca duta a terme en el Institut Astronòmic Sternberg de Moscou sota la direcció d'A Kuzmin) entre 1987 i 1994. Aquestes dades van ser condensades de nou (aquesta vegada en el Observatori Naval dels Estats Units a Washington sota la direcció de Sean Urban), usant les estrelles de referència mesures per l'astrometria del satèl·lit Hipparcos. Les 120.000 estrelles amb més alta precisió del Catàleg Hipparcos es van utilitzar per establir un marc de referència detallat en diferents èpoques de les plaques del Catàleg Astrogràfic, mentre que els 2,5 milions d'estrelles del Catàleg Tycho-2 van proporcionar un dens marc de referència per permetre calibrar i corregir amb precisió les distorsions de les plaques. Els moviments propis de totes les estrelles del Catàleg Tycho-2 podrien llavors ser deduïts sobretot gràcies a el Catàleg Astrogràfic, però també utilitzant posicions estel·lars de més de 140 catàlegs terrestres. A part de les 120.000 estrelles del catàleg Hipparcos en si mateix, el Catàleg Tycho-2 resultant (compilat a l'Observatori de la Universitat de Copenhaguen sota la direcció d'Erik Høg) s'ha convertit en el més gran, més precís i més complet catàleg de les estrelles més brillants de cel. Actualment, és la base per deduir totes les posicions de les estrelles més febles en el cel. Sean Urban (membre de l'Observatori Naval dels Estats Units) va escriure el 1998:
| « | La història dels treballs del Catàleg Astrogràfic és la història d'una sèrie de persones esforçades que van dedicar dècades tedioses de les seves carreres a una sola meta. Alguns creuen que també és la història de com els millors observatoris europeus de segle xix van perdre el seu lideratge en la investigació astronòmica per dedicar tants recursos a aquest compromís. Moltes vegades retratat com una lliçó objectiva d'excés d'ambició, el Catàleg Astrogràfic s'ha convertit recentment en una lliçó de com es poden trobar nous usos a les dades antigues. | » |

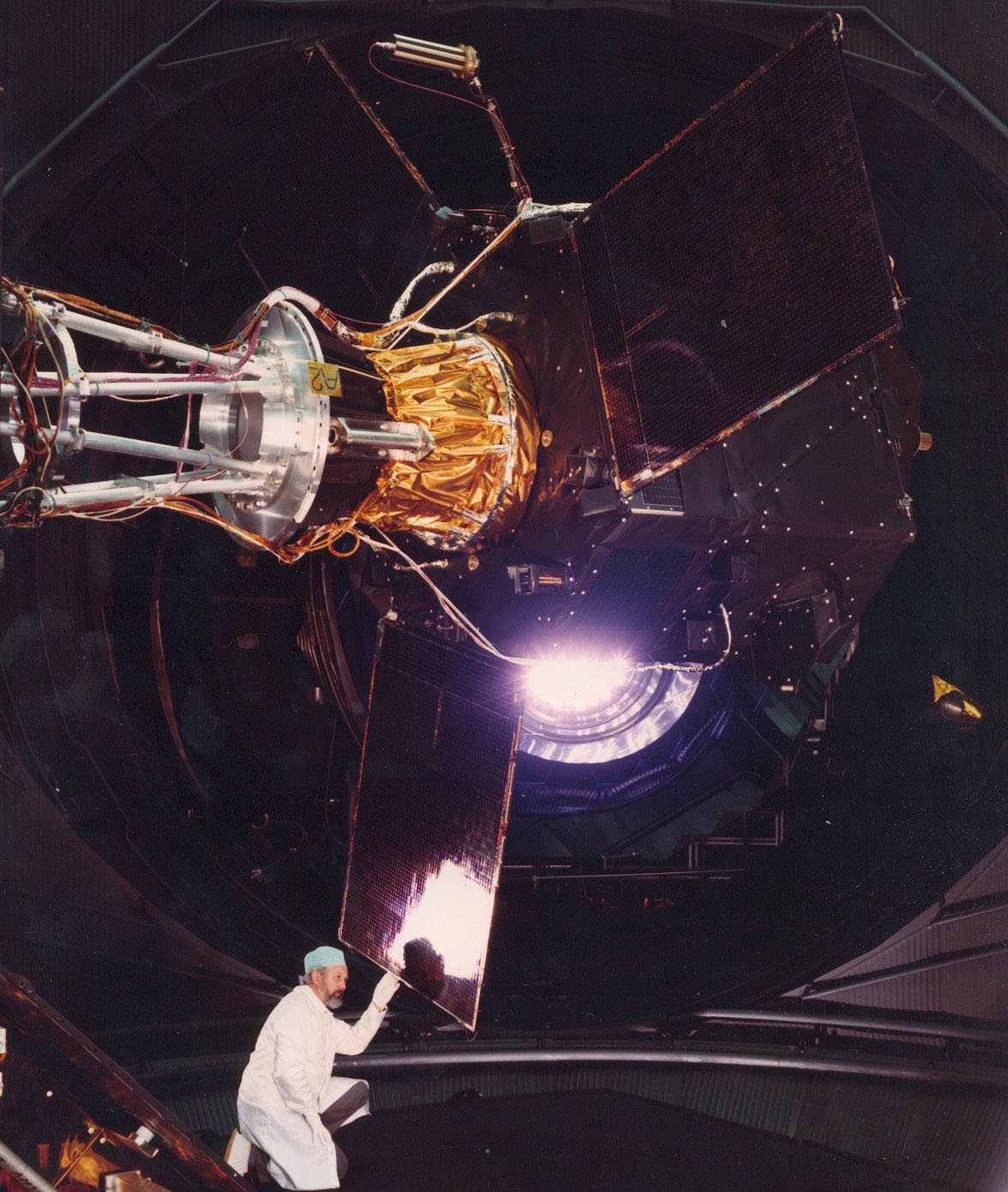
Proves del satèl·lit Hipparcos.